# Všesokolský slet
Všesokolský slet je vyvrcholení tělovýchovné činnosti Sokolů, zejména formou veřejných cvičení pro veřejnost. Je společenskou událostí s řadou doprovodných akcí a příležitostí k setkání světového sokolstva.

## Předsletové začátky
Po uvolnění Bachova absolutistického režimu v Rakousko-Uhersku začaly vznikat různé české spolky. Dne 16. února 1862 byl v Praze založen na tělovýchovu a národní uvědomění zaměřený Sokol Pražský, spjatý se jménem Dr. Miroslava Tyrše a Dr. Jindřicha Fügnera. Další spolky tohoto druhu pak vznikaly i mimo Prahu, po českých zemích. Když se přiblížilo 20. výročí založení Sokola, navrhl Dr. Tyrš se svými přáteli uspořádat veřejné cvičení a průvod Prahou. Akce prvního sletu Sokolů se povedla, zúčastnilo se jí mnoho zahraničních delegací. Stále mohutnějící sokolská základna pořádala v pravidelných intervalech další a další všesokolské slety. Jen války a změny politických režimů dokázaly tuto tradici měnit.

## Historie všesokolských sletů

### Jubilejní slavnost Sokola Pražského 1882

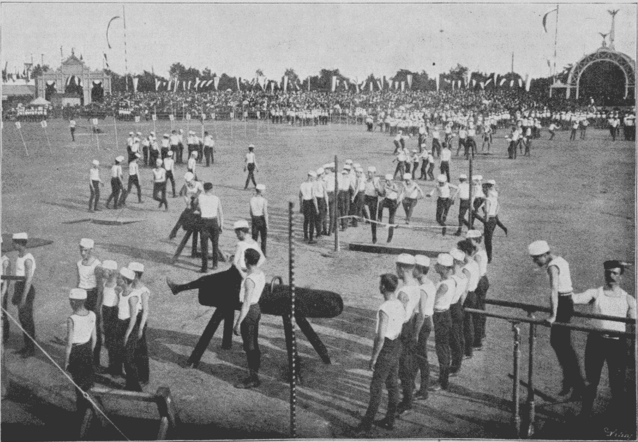
Veřejné cvičení dorostu na Letné v Praze během 3. sokolského sletu, který svolala Česká obec sokolská od 28. června do 1. července 1895

Jubilejní slavnost Sokola Pražského v roce 1882 je uváděna často jako I. všesokolský slet. Byla uspořádána 18. června 1882 v Praze na Střeleckém ostrově. Před 2500 diváky zacvičilo 696 cvičenců gymnastickou sestavu za účasti Miroslava Tyrše a Prahou prošel slavnostní průvod 1600 krojovaných Sokolů.

### II. slet 1891 (1887)
Sokolové chtěli slet uspořádat již v roce 1887, úřady jim však akci v plánovaném rozsahu nepovolily. Místo sletu uspořádali Sokolové česko-americké závody v Českém Brodě, kam přijelo údajně 40 000 návštěvníků včetně delegace Sokola z USA.[zdroj?] Další slet se podařilo uskutečnit až jako doprovodnou akci Jubilejní výstavy 1891. V Královské oboře nedaleko výstaviště bylo vybudováno provizorní cvičiště s tribunami pro 7000 diváků. Čtyřdenního sletu ve dnech 27. až 30. června 1891 se zúčastnilo 2310 cvičících sokolů, v průvodu Prahou pochodovalo 5520 sokolů v krojích a bylo uskutečněno několik doprovodných akcí na různých místech Prahy.

### III. slet 1895
Byl spjatý s Národopisnou výstavou lidu českoslovanského. Protože sokolů bylo již 36 000 v 350 tělocvičných jednotách, ke sletovému cvičení byla využita Letenská pláň. Slet byl uspořádán ve dnech 28. června až 1. července 1895 a zahrnoval mnohé dílčí akce. Poprvé cvičil sokolský dorost a v samostatném cvičení se představila i sokolská jízda. Hlavní bylo hromadné cvičení 4200 mužů, v průvodu Prahou šlo 7533 krojovaných mužů. Sokolové se zapojili i do akcí na výstavišti v Královské oboře.

### IV. slet 1901
Byl uspořádán opět na Letenské pláni, kde byl vytvořen areál pro 22 000 diváků a 6000 cvičenců. Hlavní cvičení byla ve dnech 28. až 30. června a 1. července 1901, kromě gymnastiky se závodilo v také atletických disciplínách. Do různých cvičení se zapojilo zhruba 9000 cvičenců a poprvé i ženy. Cvičení 800 sokolek s kužely vedla náčelnice Anna Ptáčková. V průvodu Prahou pochodovalo přes 11 000 sokolů. Na filmový pás zachytil 18 sletových cvičení Jan Kříženecký, ale film se do současnosti nezachoval. Opět byla řada doprovodných akcí, představení v Národním divadle, koncerty na Žofíně.

### V. slet 1907

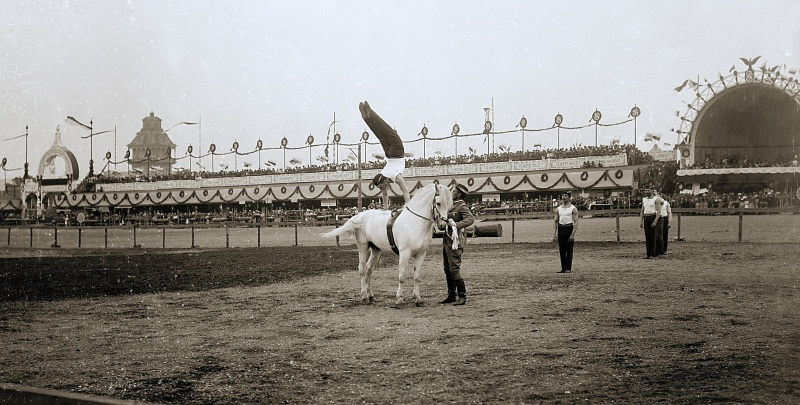
IV. Sokolský slet v roce 1901, cvičení na živém koni

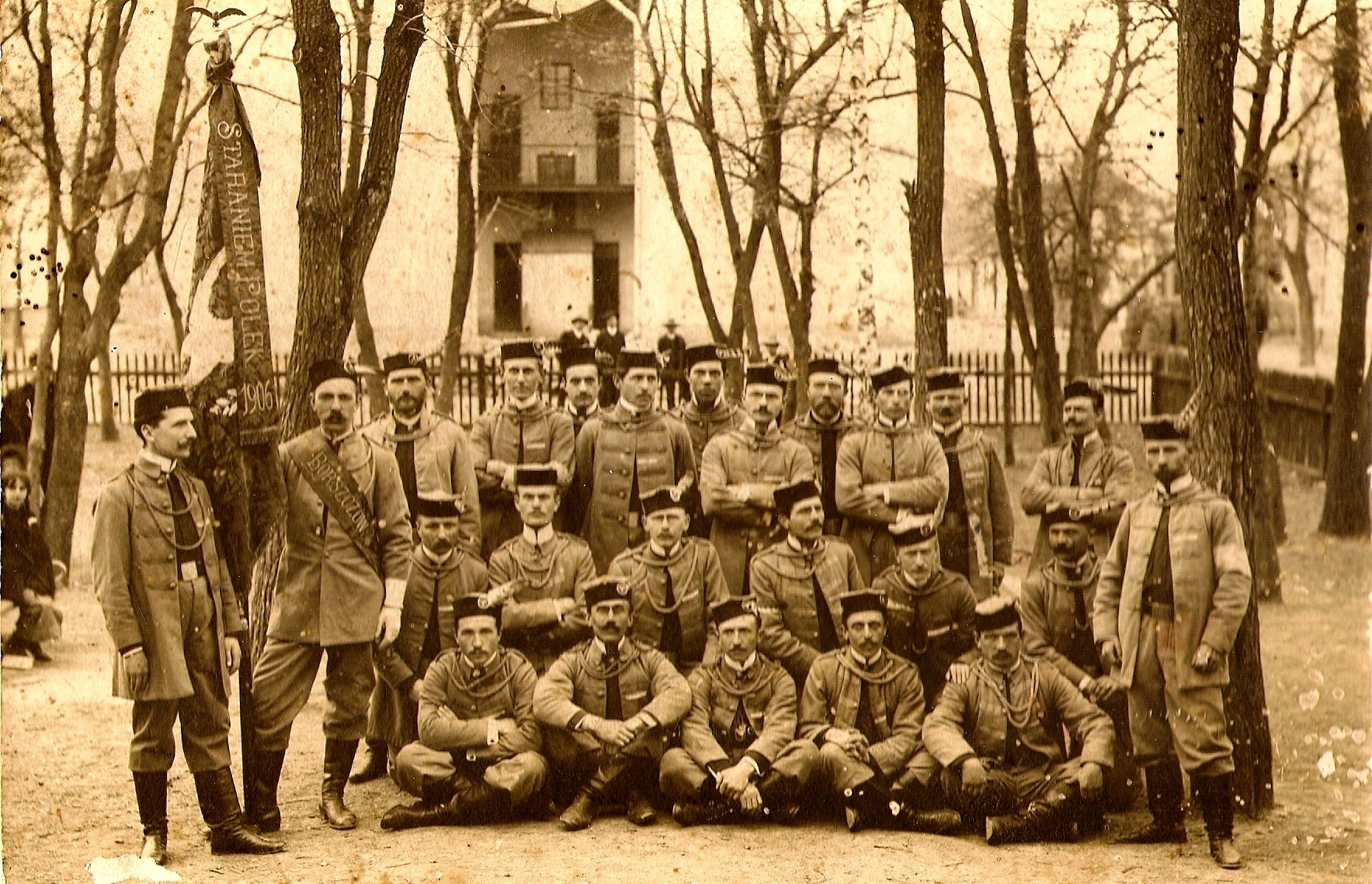
Polský Sokol v roce 1906

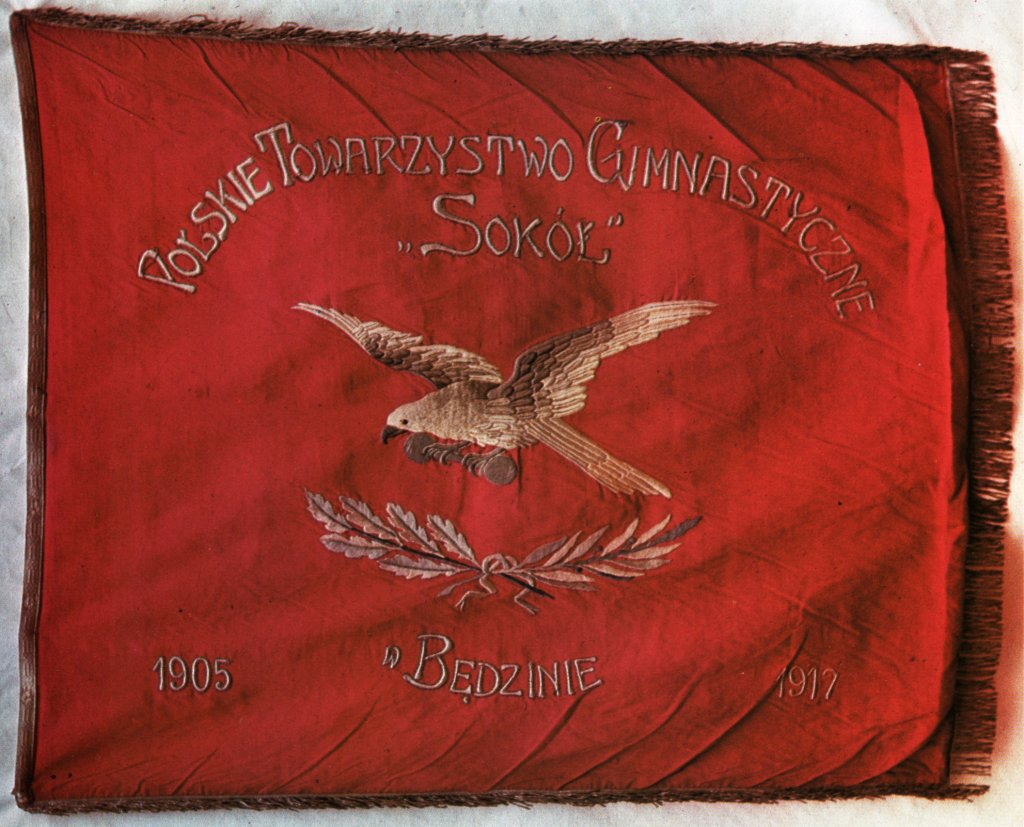
Prapor polského Sokola (Polskie Towarzystwo Gimnastyczne Sokol)

Sletu v roce 1907 se účastnili vedle sokolů ze slovanských zemí (Slovinska, Srbska, Chorvatska, Bulharska a Ruska) také cvičenci z Francie, Belgie, Itálie, Lucemburska, Maďarska, Holandska a z Ameriky. Záměrem bylo uspořádat všeslovanský slet, ovšem polští sokolové nedorazili, přestože pozvánky byly natištěny v polštině, chorvatštině, srbštině, slovinštině, bulharštině a ruštině. Polský Sokol se jednak už od carského potlačení Listopadového povstání proti ruské nadvládě v letech 1830–1831 neztotožňoval se sokolským panslavismem, jednak byl pobouřen Kramářovou podporou Gautschovy volební reformy, proti které vystupoval Polský klub. V rámci všesokolského sletu v Praze se rozhodlo o založení Svazu slovanského sokolstva a ve Vídni v únoru 1908 se konala za účasti delegátů ze Srbska, Slovinska, Chorvatska a Čech ustavující schůze výboru. Bulharští sokolové se přidali písemně, v roce 1910 se přidali Poláci a v roce 1912 Rusové.
Vzhledem k tomu, že nemohl být slet kvůli neúčasti Poláků nazýván všesokolským, byl označován prvním velkým s 90 000 členy. Během hlavních sletových dnů od 28. června do 1. července na Letenské pláni cvičilo a tančilo přes 10 000 mužů a žen z jednot celého světa. Kromě gymnastiky byly uspořádány i závody v plavání a řada doprovodných akcí. Ze sletu se zachoval dvanáctiminutový snímek, který natočil Jan Kříženecký. Cvičilo se na hudbu Karla Pospíšila, 2300 sokolek předvedlo působivou skladbu s kužely, 117 sokolů předvedlo skladbu na koních a účastnili se i sletového průvodu. V triumfálním průvodu Prahou šlo 13 000 sokolů.  Kapelník a člen kolínského Sokola František Kmoch složil k V. všesokolskému sletu sokolskou píseň s podtitulem „Vítězný pochod“:
Vítězný pochod: hudba František Kmoch
Spějme dál, statně dál,
za sokolským praporem!
Dokud boj neustal,
v poutech úpí rodná zem.
Dokud bouř kolem zní
každý na svém místě buď!
A kdo se odrodí
čepel vem tu zrádnou hruď!
Bratři výš, stále výš,
silným letem slunci vstříc.
S nadšením k cílo blíž
spěje borců na tisíc:
Silou lví každý z nás
v boji obrněný stůj!
Věrnou stráž, vlasti máš,
Sokol třímá prapor tvůj!
„Paže tuž! Vlasti služ!“
zní nám v pochod řadu let.
My jsme tím nadšeni
řítíme se mužně vpřed.
Vezmi zbraň, v boku zář
v žilách otců vřelou krev,
Nad námi prapor vlá, v rudém poli bílý lev! (R)

### VI. slet 1912

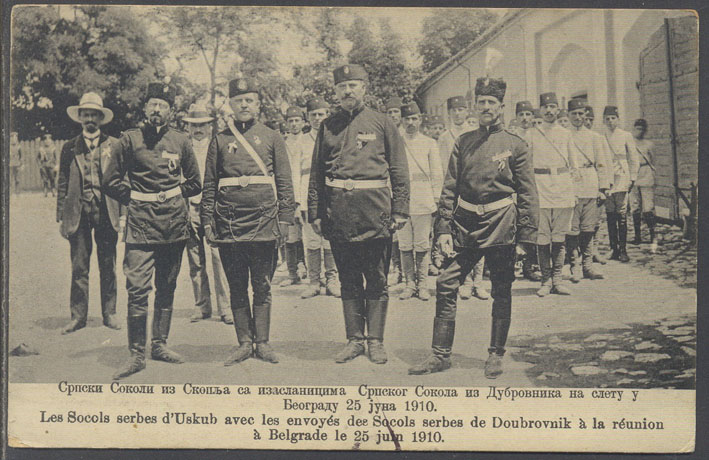
Srbský Sokol v Dubrovníku (Соколската организация „Кралевич Марко“), 25. července 1910

Byl označován i jako první slet nově vzniklého Svazu Slovanského sokolstva. Na Letenské pláni byl upraven 14hektarový areál s tribunami pro 100 000 diváků. Bylo zajištěno ubytování pro 40 000 návštěvníků, přičemž další zahraniční návštěvníci byli ubytování v hotelových zařízeních či v soukromí. Celý program byl rozvržen na pět týdnů. Předprodej vstupenek byl zřízen v Bance Bohemia, přičemž lístek k stání stál 5 K a k sezení 20 K. V průvodu šlo 17 212 sokolů z mnoha zemí světa (včetně členů amerického Sokola) s prapory, sokolskou jízdou a hudbou (8 dechovek). V čele průvodu kráčel starosta Sokola dr. Josef Scheiner a na závěr účastníci spolu s diváky zaplnili zcela pražské Staroměstské náměstí (tehdy ještě s Mariánským morovým sloupem a bez pomníku mistra Jana Husa).
Cvičilo se na hudbu skladatele Pospíšila a orchestr řízený kapelníkem Arnoštem Hermannem byl umístěn na zvláštní kryté tribuně s polokulovým zastřešením. Celý slet byl natáčen firmou Kinofa, která pro uvedení v kinech vytvořila téměř hodinový film. Sletových cvičení se ve dnech 27. 6. až 4. 7. zúčastnilo pod ústředním heslem „Co Čech to Sokol“ přes 300 000 platících diváků a rozpočet sletu skončil benefitem (přebytkem) 402 000 K. Hlavním cvičebním dnem byla neděle 30. června, kdy se na tribunách shromáždilo 120 000 diváků. Při hlavním cvičení mužů cvičilo na ploše současně 11 340 sokolů.
 Při hlavním cvičení žen vystoupilo současně 5612 sokolek. Divácky zajímavou, několikrát opakovanou akcí byla cvičební scéna „Marathón“. 
Pravidelnost Všesokolských sletů narušila první světová válka. Sokolové se však zasloužili o vznik československých legií, zejména v Rusku a ve Francii (legionáři pořádali i během války zejména v Rusku sokolská cvičení a vystoupení) a stáli u zrodu První republiky.

### VII. slet 1920

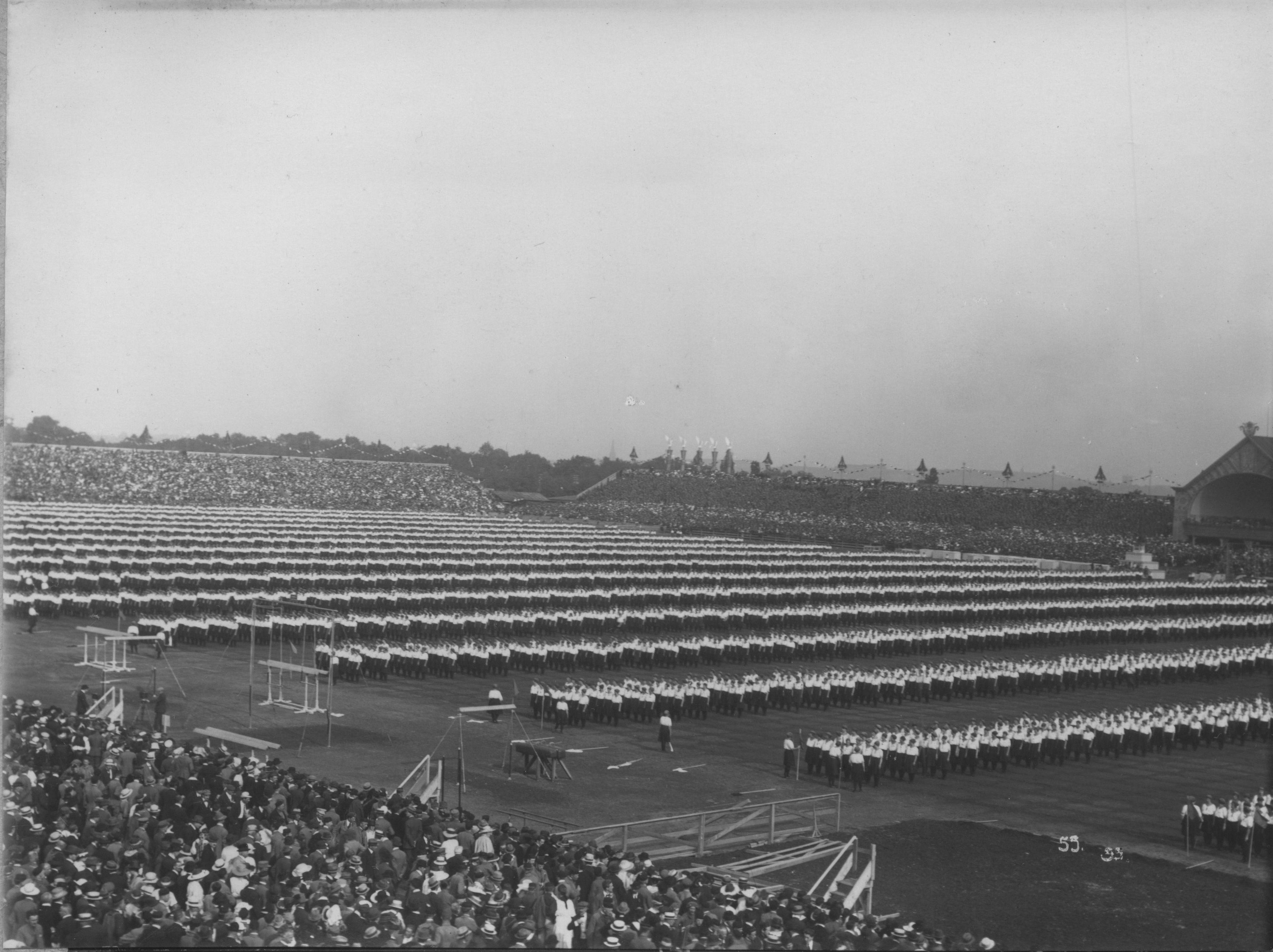
VII. Všesokolský slet v roce 1920

Konal se až po I. světové válce, opět na Letné a znamenal opět velký krok vpřed. Sletové přípravné odbory zajišťovaly dopravu pro bezmála milion diváků a účastníků sletu. Ve sletovém průvodu Prahou pochodovalo přes 35 000 sokolů a poprvé i ženy. Sletová aréna byla vybudována na rozloze 128 669 m², tribuny pojaly až 150 000 diváků. Mnohatýdenní slet zahrnoval mnohá hromadná cvičení žactva a dorostu ze škol i jednot během června. Hlavní cvičení sokolů byla 27. až 30. června, své sestavy předvedlo postupně 50 000 cvičenců včetně armády.  Sletu věnoval velkou pozornost prezident republiky T. G. Masaryk, který přijížděl na sletová cvičení z blízkého Pražského hradu na koni. Na hlavní tribuně sledoval sletová vystoupení s manželkou Chartottou Garrigue Masarykovou.

### VIII. slet 1926
| „                                                                    | Každý československý legionář dobře ví, že sokolstvo u nás vytvořilo onen silný mravní a fyzický základ, na němž bylo možné vytvořit bezpečnou a účinnou brannou organizaci našeho revolučního hnutí za hranicemi, naše legie... | “ |
| — podplukovník Rudolf Medek při VIII. všesokolském sletu v roce 1920 | |   |

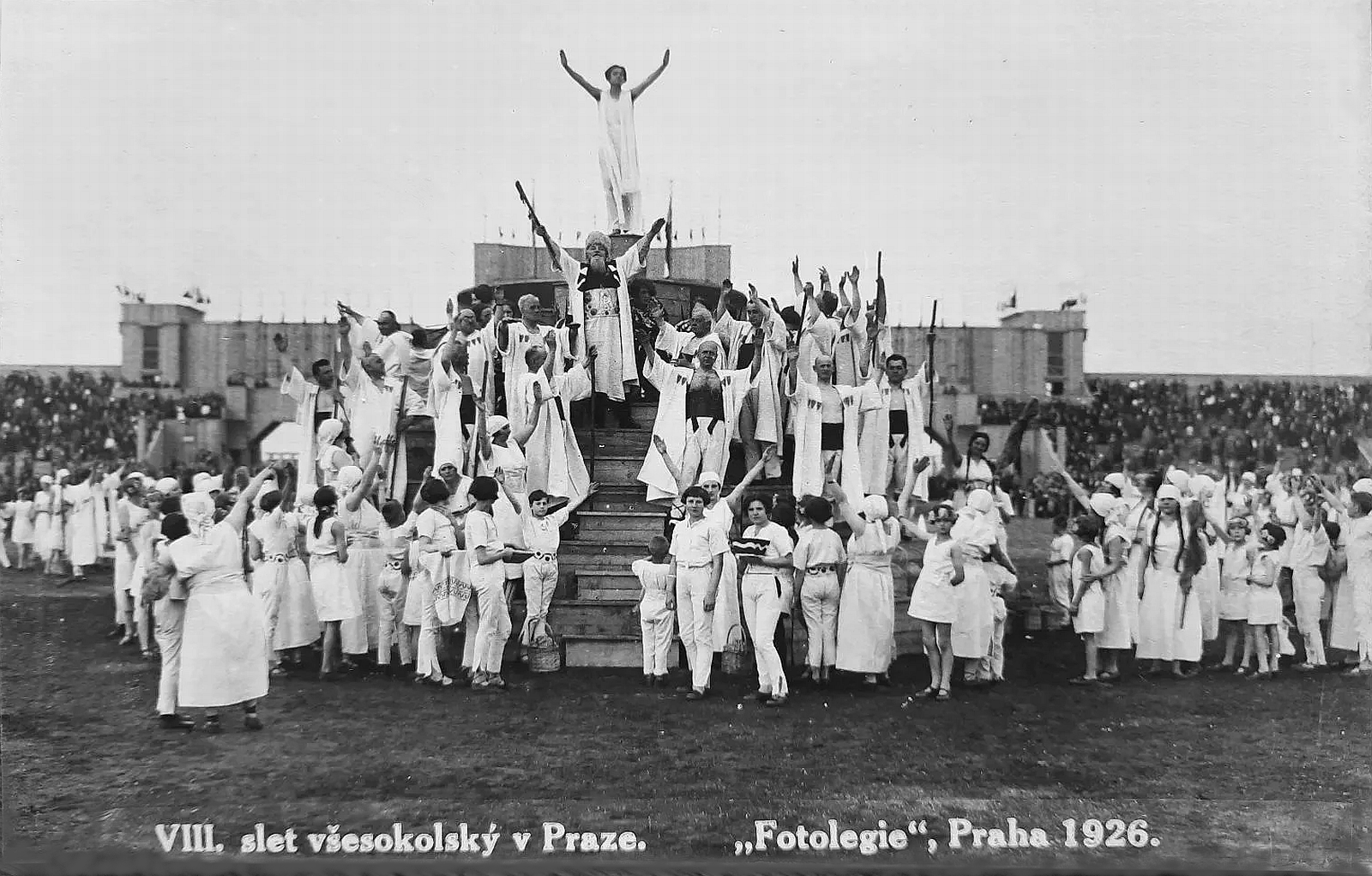
Pohlednice z VIII. všesokolského sletu v Praze konaného v roce 1926

Hlavní cvičiště se poprvé stěhovalo z Letné na Strahov, kde byl vybudován areál na rozloze 60 hektarů s tribunami pro 130 000 diváků. Cvičební plocha mohla pojmout přes 14 000 cvičenců. Do šaten se vešlo 35 000 osob. Výstavba velkého stadionu (pozdějšího Masarykova státního stadionu, přibližně na stejném půdorysu, jako je dnes) byla sledována samotným prezidentem republiky již od podzimu 1925. Sletu předcházely nácviky v jednotách a župách. Doprovodnými akcemi byly i lyžařské závody (nová tradice Zimních sletových her) v Krkonoších, plavecké závody ve Vltavě, vodácké v Jilemnici, závody v atletice a mnoha dalších sportovních odvětvích. Zimní sletové hry vrcholily v lednu 1926 v Jilemnici lyžařským závodem na 50 km, kterého se zúčastnilo 90 lyžařů. Zvítězil Antoš Bachtík ze Sokola Benecko. Program zahrnoval i II. středoškolské hry zahájené v pátek 4. června 1926 a mnoho akcí kulturního charakteru. Slet skončil přebytkem více než 8 milionů Kč.
Všesokolský slet byl zahájen v neděli 13. 6. 1926 cvičením sokolského žactva a 27. 6. pokračoval vystoupením dorostu (13 887 chlapců a 14 000 dívek) za účasti prezidenta republiky T. G. Masaryka. Hlavní cvičení byla na Strahově ve dnech 4.–6. července 1926, cvičilo zde postupně 144 863 cvičenců před přeplněnými tribunami (denně 160 000 diváků). Některá cvičení sledoval prezident Masaryk přímo z náčelnického můstku. Vystoupení řídil starosta ČOS Josef Scheiner a náčelník ČOS Jindřich Vaníček. V ústředních cvičeních vystoupilo na ploše stadionu 14 680 žen a 14 125 mužů. V pondělí 5. července 1926 věnoval prezident Sokolům na Pražském hradě vlajku navrženou prof. Františkem Kyselou, která byla poté nesena v průvodu 53 sokolských žup na Staroměstské náměstí k pietnímu aktu – kladení župních věnců. V úterý 6. července dopoledne přehlížel prezident Masaryk spolu s rumunským princem Karlem II. více než tříhodinové defilé československých (640 praporů) i zahraničních Sokolů z balkonu Staroměstské radnice. V průvodu Prahou pochodovalo 50 000 sokolů. K tomuto všesokolskému sletu složil Leoš Janáček světově proslulé orchestrální dílo, svoji Sinfoniettu.

### IX. slet 1932

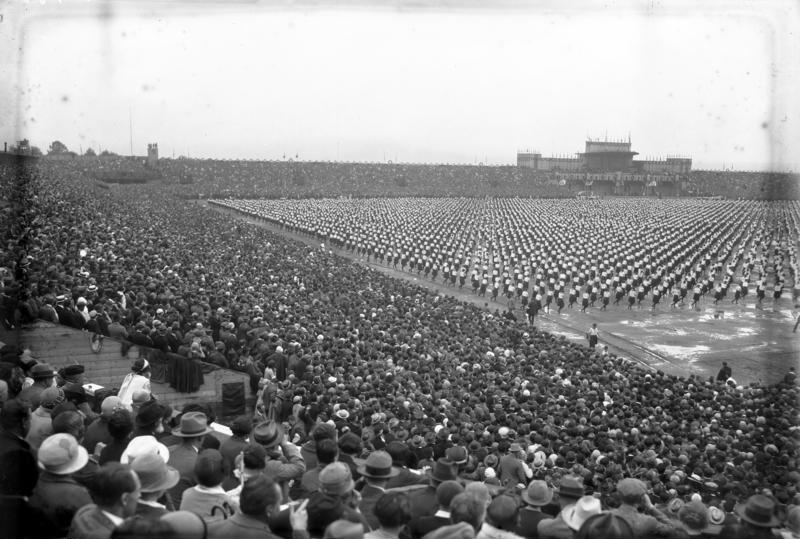
IX. Všesokolský slet v roce 1932

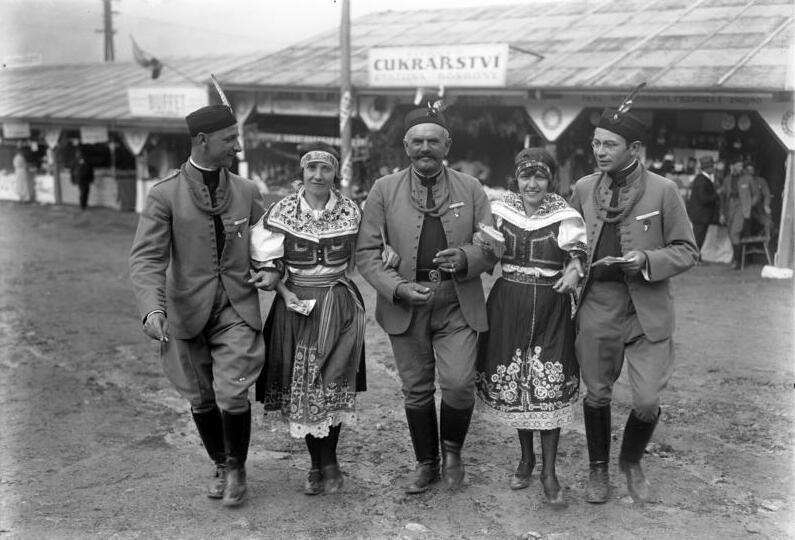
IX. Všesokolský slet v roce 1932, muži v sokolském kroji, ženy v národním

Byl věnován 70. výročí vzniku Sokola a 100. výročí narození dr. Miroslava Tyrše za účasti prezidenta Masaryka. Předcházelo mu na podzim 1931 zorganizované poselství rozestavným během 38 946 cvičenců z různých míst Československa. V březnu byly uspořádány zimní sletové dny, na školách byly přednášky a semináře. Běžel se také již tradiční mezinárodní Maraton Praha - Lány, jehož doběh sledoval i prezident Masaryk. Zimní sletové hry, které se konaly též jako „Závody Slovanského Sokolstva“ s účastí zejména Polských a Jugoslávských Sokolů, vyvrcholily ve dnech 3. až 5. března 1932 ve Vysokých Tatrách. Účastnili se jich též ministři československé vlády Juraj Slávik a Karel Vyškovský. Poprvé se konal i závod družstev v běhu na lyžích, ve kterém zvítězila Krkonošská župa sokolská. Premiéru měl i závod žen na 8 a 25 km se startem a cílem na Štrbském plese v němž zvítězila Polka Bronislava Polaková. Tam se také konaly závody ve skocích na lyžích, závod sdružený ve kterém zvítězil Jaroslav Lukeš ze Sokola Jilemnice a dvoukolový závod ve slalomu. Předpokládaly se i tradiční závody mužů na 18 (vítěz Cyril Musil) a 50 km, který však musel být zkrácen na 45 km, z důvodu nadměrné obtížnosti skalnatého úseku trati.
Strahovský areál byl přebudován, takže tribuny Masarykova státního stadionu mohly pojmout 180 000 diváků. Ze sletu i sokolských průvodů Prahou byly ve dnech 3. až 6. července vysílány reportáže přímým přenosem československého rozhlasu (reportér Josef Laufer, hlasatel František Havel a další) a přímý přenos v srbochorvatštině a slovinštině byl realizován z Masarykova stadionu i do Jugoslávie.  Hlavní sletové dny byly na Strahově začátkem července, cvičilo 188 000 cvičenců, ve třech průvodech Prahou šlo 104 000 sokolů z celého světa. Na Masarykově strahovském stadionu byla provedena také "Slavnostní sletová hra Tyršův sen", propagující olympijskou myšlenku, s velkolepou Olympskou tribunou a Oltářem, olympijskými závodníky v plné zbroji (se štíty) a živými reliéfy kolem tribuny a Oltáře, na téma "spící antický svět". Prezident Masaryk a s ním přes sto tisíc diváků na tribunách sledovalo přísahu závodníků u Oltáře, jejich cvičení a soutěže, včetně závodu trig (vozatajských antických trojspřeží). V rámci sletu se v Praze konal XVIII. kongres Mezinárodní tělocvičné federace (FIG). U příležitosti IX. všesokolského sletu se konala ve všech prostorách veletržního Výstaviště v Praze rozsáhlá „Sokolská výstava“, kterou si prohlédl také prezident RČS Tomáš Garrigue Masaryk za doprovodu starosty ČOS dr. Stanislava Bukovského.

### X. slet 1938

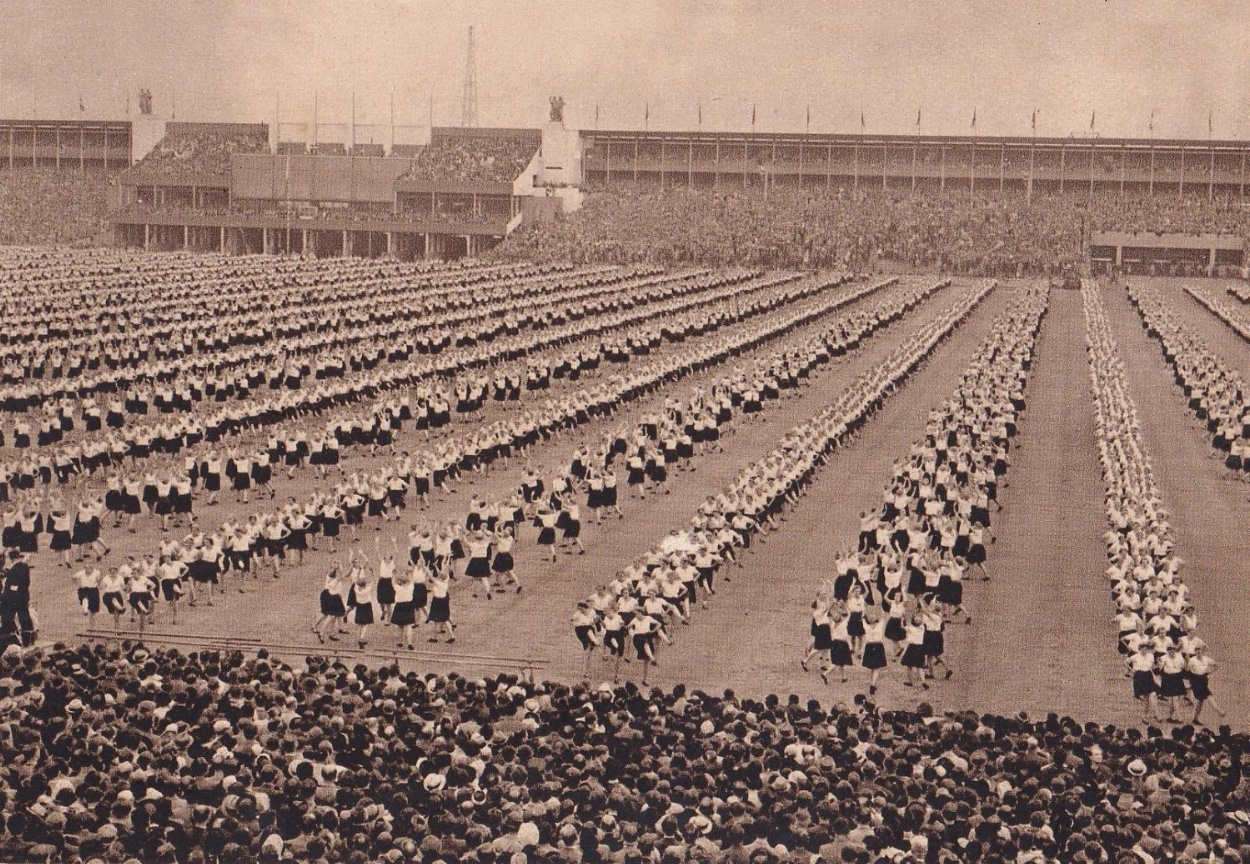
X. Všesokolský slet: Cvičení žen nebo dorostenek

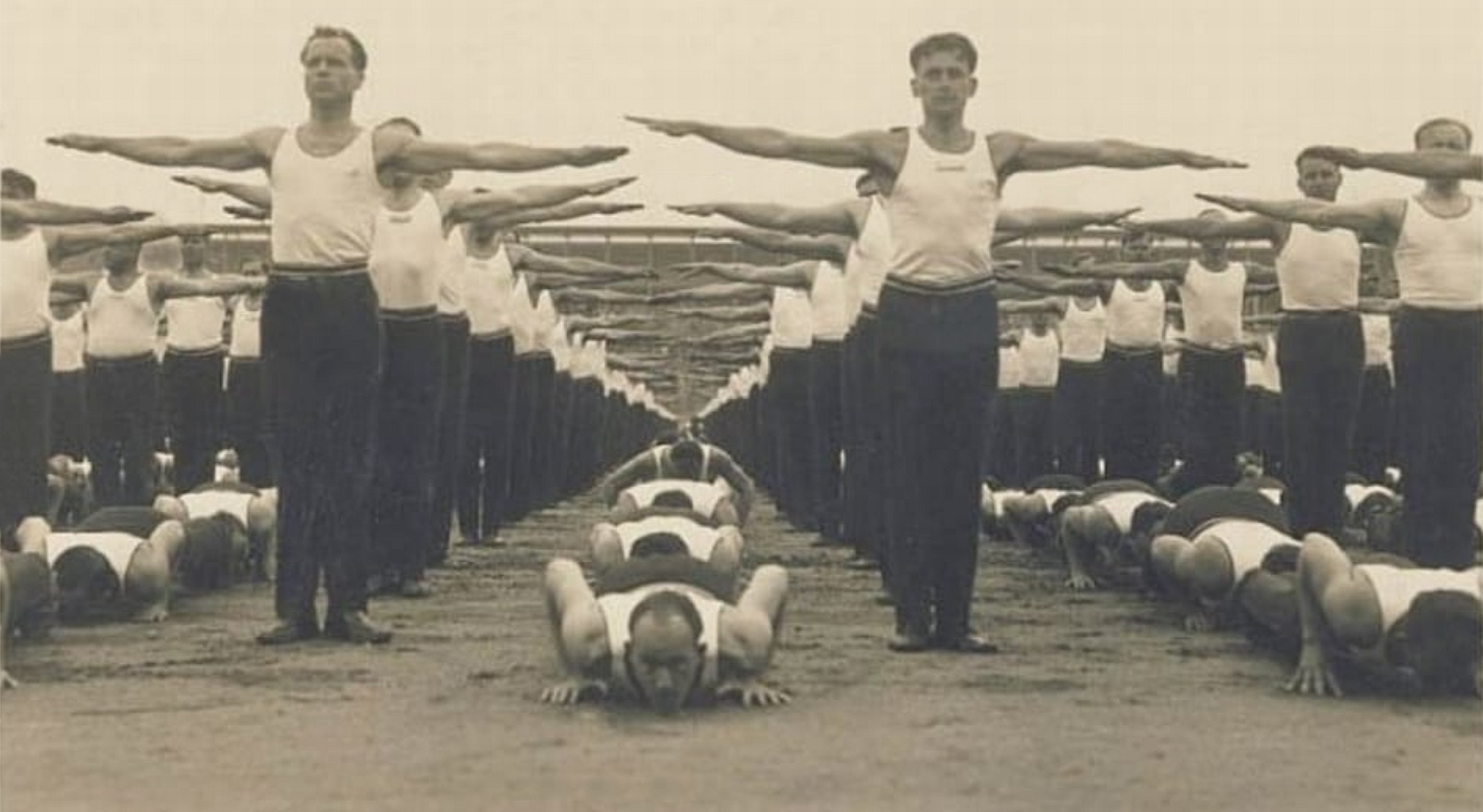
X. Všesokolský slet 1938 – Pecháčkova cvičební skladba „Přísaha republice“

Strahov zaznamenal během „světového“ protiválečného X. Všesokolského sletu svou největší návštěvnost. Účastnilo se ho 348 086 cvičenců a přes 2,3 miliónu diváků. Programem byl podobný předchozímu, tedy i s běžeckou štafetou za účasti 180 000 běžců, zimními sletovými hrami (hokej, lyžování atd.) Zimní sletové hry probíhaly v podobném rozsahu jako před IX. sletem v březnu 1938 ve Vysokých Tatrách a výrazněji se v nich prosadili též Sokolové z Jugoslávie. V hlavním závodě mužů v běhu na lyžích na 50 km však zvítězil Jarka Buchar ze Sokola Smíchov. Novinkou byly soutěže v krasobruslení mužů i žen a turnaj v kanadském hokeji, v němž ve finále zvítězil Sokol Střešovice nad týmem Sokola Brno I. 4 : 1.

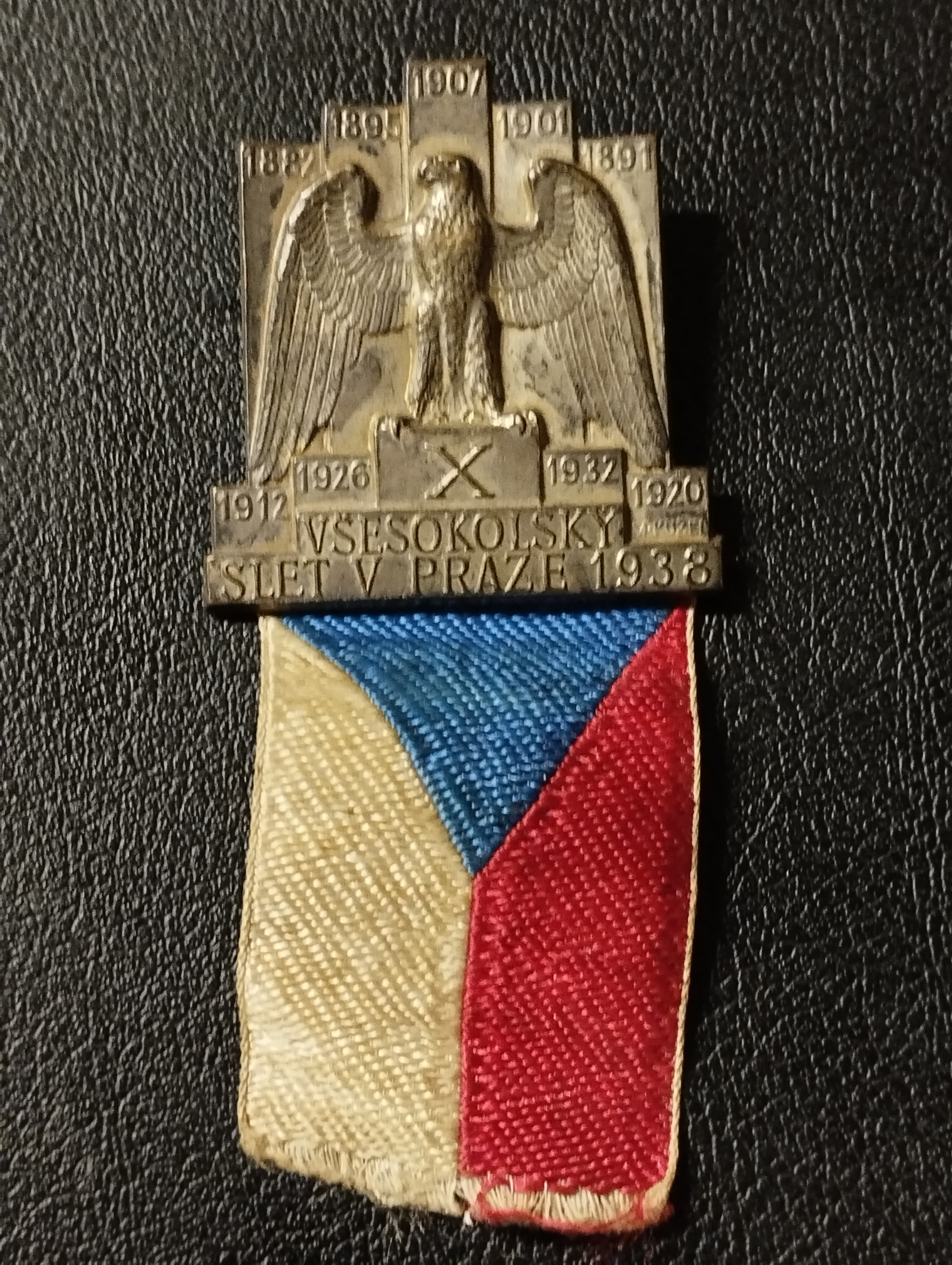
Sokolský odznak

K tomuto jubilejnímu všesokolskému sletu byl vydán stříbrný odznak se sokolem a sloupky s daty všech deseti sletů. Předcházely mu rozsáhlé slety župní a krajské (např. Slet sokolské župy podbělohorské 16. 6. 1935 na Strahově, Slet sokolstva Pražského kraje v červenci téhož roku v Táboře). Pětitýdenní letní sletový program zahrnoval řadu cvičebních dnů pro žactvo, dorost, IV. středoškolské hry (i na Strahově), I. slet sokolského žactva (50 000 cvičících), pak červnové vystoupení 60 000 dorostenek a dorostenců a mnohé další akce celostátního i mezinárodního charakteru. Krom oficiálních „černobílých“ filmařů natáčel slet a sokolský průvod v barvě filmový amatér Stanislav Olmer, jehož záběry se zachovaly.
Hlavní cvičení byla na Strahově počátkem července 1938. Dominantní skladbou byla Pecháčkova Přísaha republice, při níž cvičilo na ploše Masarykova státního stadionu současně přes 30 000 Sokolů. Průvod Prahou trval čtyři hodiny a stal se národní manifestací Sokolů před nastupujícím nacismem. Sokolové z obsazeného Rakouska šli povinně pod vlajkou s hákovým křížem.

### XI. slet 1948

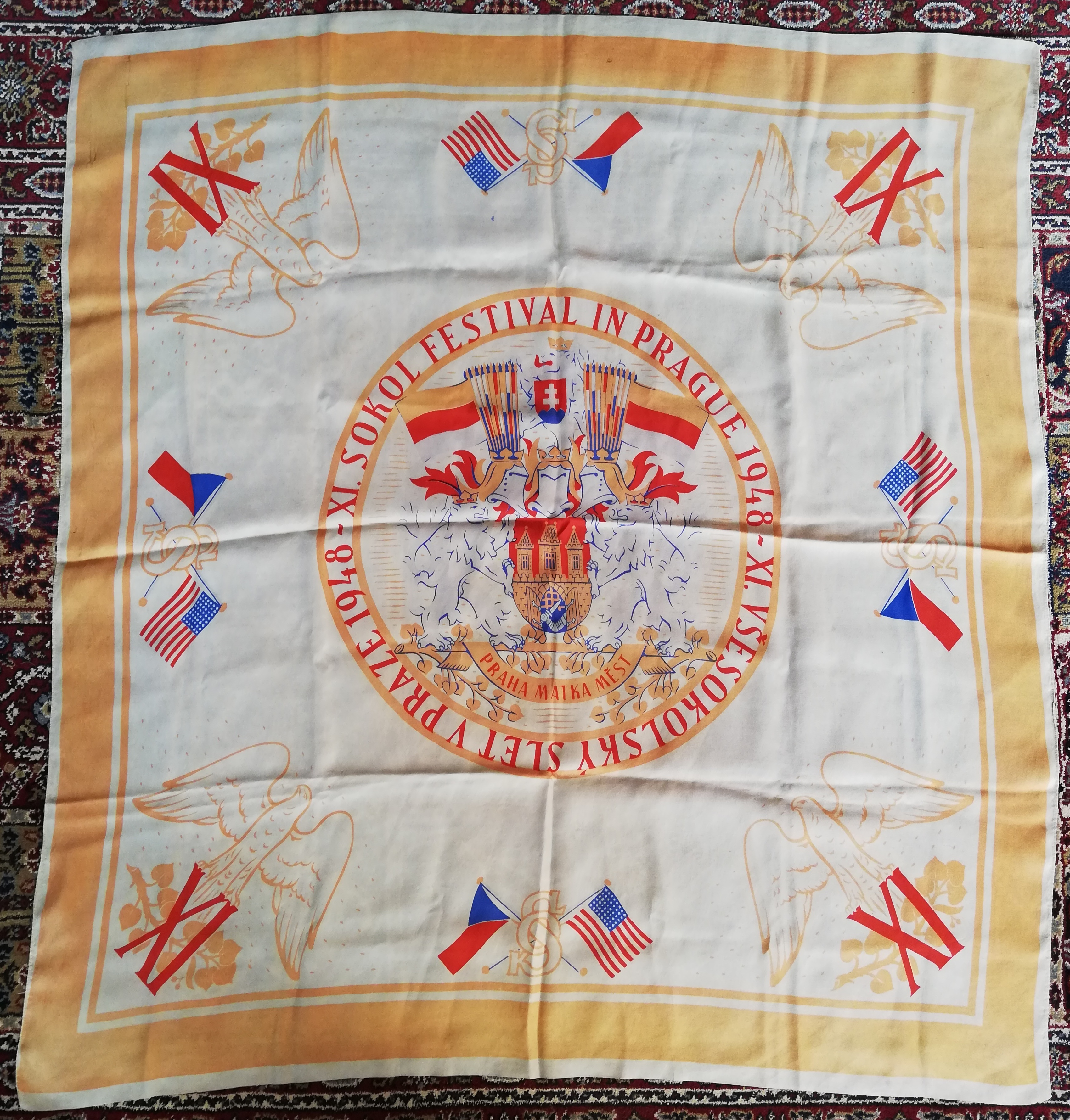
XI. Všesokolský slet 1948 – hedvábný šátek se sokolskými a pražskými motivy

Po desetileté přestávce způsobené druhou světovou válkou a v měnící se politické situaci se podařilo Sokolu (obnovenému v roce 1946) zorganizovat slet ve stylu sletů předešlých. Začal roku 1946 ohňovým poselstvím z Prahy ven a o rok později obráceně, do Prahy. V únoru 1948 byly ve Vysokých Tatrách a v Jilemnici Zimní sletové hry, kde soutěžilo 1000 sokolů. Na Strahově byly vybudovány šatny pro 71 000 cvičenců, hlavní program byl v druhé polovině června. Na ploše se vystřídalo 118 000 cvičenců, které denně sledovalo 200 000 diváků. Zajímavou novinkou bylo také cyklistické vystoupení jugoslávských Sokolů přímo na Masarykově státním stadionu na Strahově. Mezi sokolskými dorostenkami cvičila také Jana Horáková (provdaná Kánská), dcera dr. Milady Horákové. V průvodu Prahou pochodovalo 75 000 sokolů, 9000 hostů a 933 jezdců na koních. Průvod dorostenců a dorostenek a poté mužů a žen Prahou se stal protikomunistickou manifestací, po níž následovala perzekuce členů Sokola.
Skladba "Věrni zůstaneme" (plným názvem "Odkazu T. G. Masaryka věrni zůstaneme") se stala symbolem té doby.

### Období spartakiád
Sokol byl začleněn do systému sjednocené tělovýchovy a samostatně přestal na 41 let fungovat. Název Sokol byl přidělen „venkovským“ tělovýchovným jednotám. Všesokolské slety byly nahrazeny třemi Celostátními spartakiádami konanými v intervalu pěti let (1955, 1960, 1965) a třemi Československými spartakiádami (1975, 1980 a 1985) na strahovském spartakiádním stadionu. Původní strahovské sokolské šatny byly v roce 1965 nahrazeny studentskými strahovskými kolejemi, při jejichž stavbě došlo k narušení vodního režimu na Petříně, sesuvům petřínských svahů a zastavení provozu lanové dráhy. Rozsáhlý pokus o obnovu Československé obce sokolské (XII. všesokolský slet byl předpokládán na rok 1970, Olympijské hry v Praze v roce 1980) v roce 1968 byl rázně ukončen vpádem sovětských okupačních vojsk do Československa v srpnu 1968. Zahraniční sokolské jednoty však ve svých sletových dnech a cvičeních pokračovaly (Všesokolské slety v zahraničí, zejména USA, ale i v západní Evropě, např. v Paříži a ve Vídni).
Po sametové revoluci v listopadu 1989 byl v lednu 1990 Sokol obnoven a zahájil přípravy k obnovení svých sletů ve zcela jiném společenském prostředí.

### XII. slet 1994
Slet byl uspořádán na podstatné části velkého Strahovského (Masarykova) stadionu – vyřazena byla severní kratší tribuna, podle níž byly počátkem 90. let zbudovány tréninkové tenisové kurty. Konal se v prvním červencovém týdnu a zúčastnilo se jej 23 000 cvičenců, z nichž 1800 přijelo ze zahraničí. Slet, který byl přímo přenášen Českou televizí, podpořil svou účastí i prezident Václav Havel, který měl na stadionu 5. července 1994 zahajovací projev. Na všesokolský slet přiletěla i řada hostů ze zámoří a mezi nimi i Jana Kánská, dcera dr. Milady Horákové. Hlavní sletové dny na Strahově proběhly 5. a 6. července 1994 za krásného letního počasí. Sletu předcházel průvod Sokolů Prahou – po nábřeží a také přes Václavské náměstí. K sletu byl vydán Supraphonem Sokolský zpěvník, v němž byla zveřejněna nejen sletová znělka, ale i 22 dalších písní s textem i notovým zápisem (Kmochovy sokolské pochody). Některé jsou slovensky, mnohé jsou známé národní písničky (Rožnovské hodiny, Ten Chlumecký zámek atd.)

### Další slety 2000 a 2006
V letech 2000 a 2006 byly uspořádány v Praze další všesokolské slety (XIII. v červenci 2000 zahajovaný prezidentem ČR Václavem Havlem, který se zúčastnil obou hlavních sletových dní, a XIV. všesokolský slet za přítomnosti prezidenta Václava Klause na Strahově ve dnech 1. až 7. července 2006, kde cvičila také Slovenská bratislavská župa Masarykova).
Odehrávaly se již na menším strahovském Rošického stadionu. Novinkou byla však večerní a noční vystoupení (7. července 2006 končilo pro velký úspěch až ve 24 hod., impozantní bylo cvičení vozíčkářů-lukostřelců se světelnými šípy, při němž reflektory umělého osvětlení zhasly, aby byly roje vystřelených šípů dobře vidět)[zdroj⁠?!] za umělého osvětlení, které na velkém Masarykově státním stadionu již nemohlo být dříve realizováno. Ke skladbě „Voda“ hrála živě hudební skupina Hradišťan, umístěná na severní tribuně stadionu. Oběma sletům v Praze předcházely slety župní.

### XV. všesokolský slet 2012

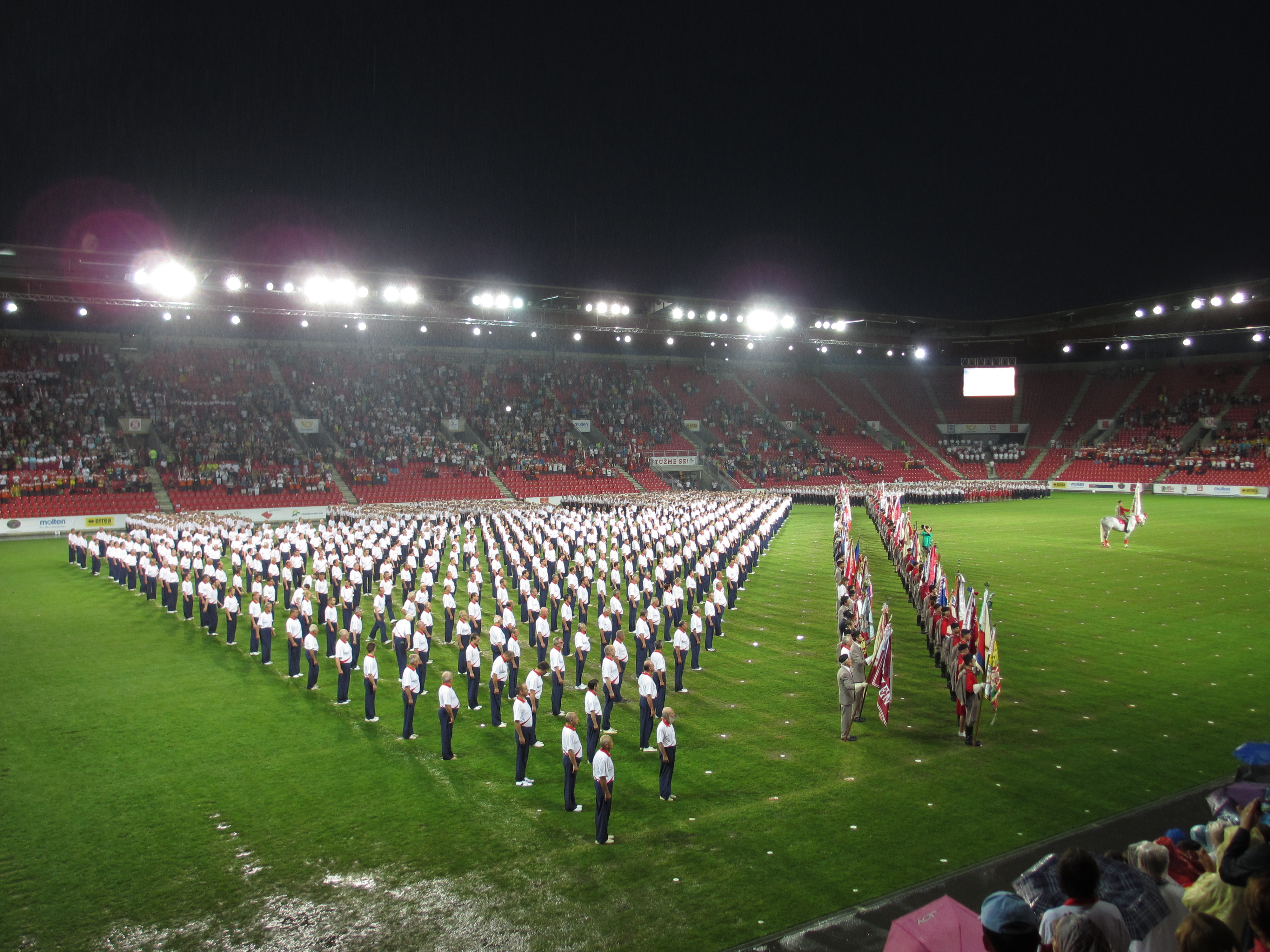
Zahajovací ceremoniál XV. všesokolského sletu v roce 2012

XV. všesokolský slet se konal ve dnech 1. až 6. července 2012 v Praze. Bezprostředně mu předcházely slety župní v Českých Budějovicích, Olomouci, Brně, Voticích, Roudnici a dalších městech v průběhu června 2012. XV. všesokolský slet byl vyvrcholením oslav 150. výročí založení Sokola, který byl založen v roce 1862. Neformálním zahájením sokolských oslav a sletu byla Sletová štafeta uskutečněná v září 2011. Oslavy, slety, soutěže, symbolické výstupy a další akce všech velikostí se konaly po celé ČR a také v mnoha sokolských organizacích po celém světě (USA, Německo, Austrálie, Kanada atd). V neděli 1. července se konal průvod Prahou, kterého se účastnilo 15 000 členů a příznivců sokola, z toho 1500 sokolů z jiných zemí. Celý týden se konaly různé aktivity od společenských po sportovní – mše v chrámu sv. Víta, průvod na Petřín, pódiové skladby, Prodaná nevěsta v podání sokolských souborů, sportovní soutěže, loutková divadla.
Hromadná cvičení proběhla v Praze 10-Vršovicích na stadionu v Edenu. Předcházely jim generální zkoušky sletových vystoupení za horkého letního počasí ve dnech 2. až 4. července 2012. Ve čtvrtek 5. července byly na večerním představení předvedeny sletové skladby. Vystoupením předcházely zahajovací projevy starostky České obce sokolské Hany Moučkové a ministra obrany Alexandra Vondry. Skladba Jen pro ten dnešní den, určená seniorskému věku, nastupovala, cvičila a odcházela za hustého deště. V této skladbě a ve skladbě Chlapáci III pro muže zazněly motivy Pecháčkovy Přísahy republice, skladby z roku 1938, při níž cvičilo na ploše Masarykova státního stadionu na Strahově při X. všesokolském sletu současně přes 30 000 sokolů.
V pátek 6. července odpoledne, tentokrát za slunečného počasí, byly představeny další skladby a celý slet ukončen. V závěrečném projevu starostka Hana Moučková citovala též slavnou větu T. G. Masaryka: „bez Sokola by nebylo legií, bez legií by nebylo republiky“. Oba hlavní sletové dny byly přenášeny v přímém přenosu Českou televizí.
Skladby sokolských organizací: Jen pro ten dnešní den (senioři, seniorky, „věrná garda“), Muzikantova písnička (rodiče a děti), Ať žijí duchové (rodiče a děti, mladší žactvo), Člověče, nezlob se (předškolní děti), Jonatán (mladší žákyně), Návštěvníci (mladší žáci, mladší žákyně), Dávej, ber (starší žáci, starší žákyně), Nebe nad hlavou (dorostenky, ženy), Radostná země (folklorní skladba dorostu a dospělých), Kontrasty (muži, ženy), Česká suita (ženy), Chlapáci III (dorostenci a muži), My a My (dorostenky, ženy Slovensko). Program doplnily i skladby a vystoupení členů jiných tělovýchovných organizací. Česká asociace sportu pro všechny přispěla dvěma skladbami, a to Mezi hvězdami pro žactvo a Prázdniny pro ženy a muže. Dvě samostatné obtížné skladby předvedli gymnasté z dánské tělovýchovné akademie, a to navzdory prudkému večernímu dešti.
Kladem sletu bylo obrovské nadšení vystupujících a vzorná organizace všesokolského sletu, nedostatkem bylo ubytování na kolejích Strahov (nebylo ani kde usušit po prvním sletovém dni úplně promočené úbory) a skutečnost, že v hlavních sletových dnech byla trať metra A mimo provoz (z důvodu výměny výhybky na Želivského, odkud je do Edenu nejblíž).

### XVI. všesokolský slet 2018

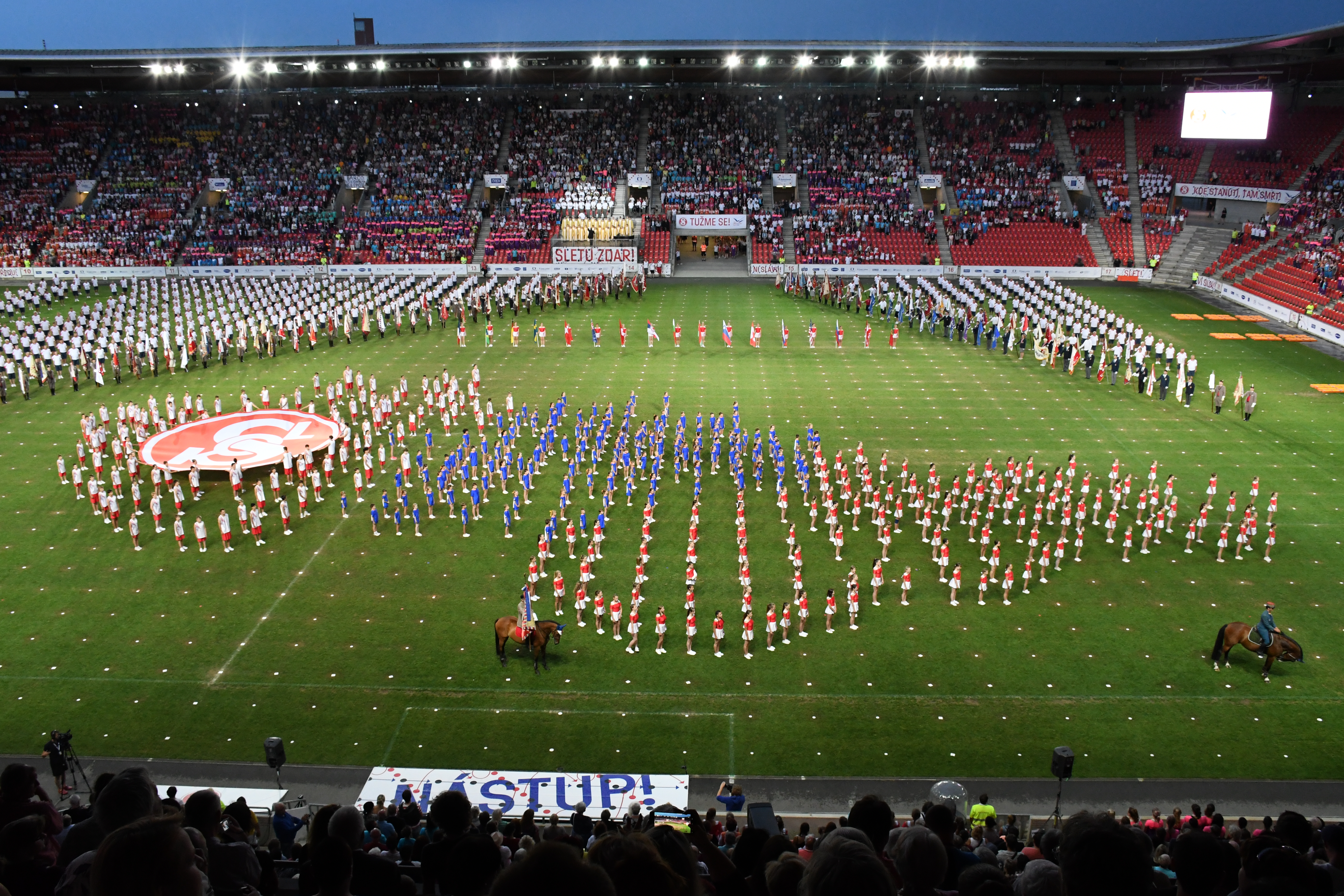
Sokolové tvořící mapu Československa během zahájení I. programu hromadných skladeb XVI. všesokolského sletu (2018)

Šestnáctý všesokolský slet se konal ve dnech 1. až 7. července 2018 v Praze a nesl se v duchu oslav 100. výročí vzniku republiky. Slet byl slavnostně zahájen v neděli 1. července tradičním průvodem Prahou. Trasa průvodu vedla z Václavského náměstí ulicí 28. října na Smetanovo nábřeží, odtud na náměstí Jana Palacha a kolem Rudolfina a Pařížskou ulicí na Staroměstské náměstí. Zúčastnilo se ho kolem 13 000 Sokolů ze všech koutů Česka i ze zahraničí.
Hlavní program se konal ve třech dnech – v úterý 3. července v O2 aréně, ve čtvrtek 5. července a v pátek 6. července v Eden aréně. Dne 3. července od 19.00 hodin se v O2 aréně v rámci programu Sokol Gala divákům představily různé sportovní disciplíny, které Sokol v různých částech Česka praktikuje. Kromě českých sportovců se představili i sportovci z Dánska, Kanady, Slovenska a Slovinska.
Dne 5. července od 19.00 hodin a 6. července od 14.00 hodin proběhla na vršovickém stadionu Eden vystoupení hromadných skladeb. První přehlídky hromadných skladeb se zúčastnil i předseda vlády Andrej Babiš, ovšem jeho přítomnost někteří Sokolové a diváci komentovali pískotem. První den se předvedly skladby V peřině mladších žákyň, Gymnastický sen secvičená Českou asociací Sport pro všechny a skladba dánských dorostenek z Ollerup Academy, druhý den vystoupily předškolní děti se skladbou Noty, rodiče s dětmi ve skladbě Méďové a ženy se skladbou Cesta, po oba dny měli diváci možnost vidět vystoupení seniorů Princezna republika, Děti, to je věc! mladšího žactva, Cirkus staršího žactva, ženskou skladbu Ženobraní, skladbu pro dorostence a muže Borci, skladbu Siluety pro dorostenky a ženy a skladbu Spolu pro ženy, muže a dorost, secvičenou společně českými a slovenskými Sokoly. V průběhu sletového týdne doprovázely hlavní program výstavy, koncerty, divadelní představení (v Národním divadle, v divadle Kampa), přednášky, semináře, workshopy, promítání, prohlídky budov Národního divadla a také menší cvičební vystoupení Sokolů na pódiích v Tyršově domě, v Edenu a na Staroměstském a Malostranském náměstí.
K slavnostnímu průběhu Všesokolského sletu přispěl i Dopravní podnik hl. města Prahy vyvěšením státní a sokolské vlajky na svých tramvajích po celou dobu trvání sletu.
Šestnáctému všesokolskému sletu předcházely jako obvykle slety oblastní a župní.

### XVII. všesokolský slet 2024
Sedmnáctý všesokolský slet byl zahájen průvodem více než 20 tisíc sokolů ze sedmnácti zemí 30. června 2024 z Václavského náměstí v Praze, přes Národní třídu a Palachovo náměstí na Staroměstské náměstí. V dalších dnech probíhal sokolský doprovodný program, také v O2 aréně. Novinkou byla "Sokolská mše" na Pražském hradě v katedrále svatého Víta, Václava a Vojtěcha, celebrovaná primasem českým a arcibiskupem pražským. Vlastním sokolským vystoupením na stadionu 4. července 2024 v Edenu předcházel podvečerní nástup na plochu stadionu a po zahájení osobní předání Praporu prezidenta republiky Petra Pavla sokolům do rukou starosty Sokola Martina Chlumského. Včetně předání Kyselova praporu prezidentem Masarykem 5. července 1926 to byl teprve čtvrtý prezident republiky, který dodržel tuto tradici. Prezident republiky Petr Pavel pronesl (za deště) při té příležitosti projev. Zahájení se osobně zúčastnil předseda horní sněmovny (Senátu) parlamentu ČR Miloš Vystrčil a poté i zpěváci Lucie Bílá a Jiří Korn. Následovala, až do půlnoci, poutavá vystoupení sokolů, našich, slovenských i dánské skupiny.
V pátek 5. července 2024 celodenní sletový program v Edenu Fortuna Areně pokračoval dvanácti skladbami. Sedmnáctý všesokolský slet tam byl poté slavnostně zakončen sejmutím vlajek za zvuku husitského chorálu Kdož jste Boží bojovníci a společným cvičením účinkujících sokolů i diváků v 16. hod., 45 minut.